# Kreuther Forst
Kreuther Forst – obszar wolny administracyjnie (gemeindefreies Gebiet) w Niemczech w kraju związkowym Bawaria, w rejencji Górny Palatynat, w regionie Ratyzbona, w powiecie Ratyzbona. Teren jest niezamieszkany.  